# Kudelczyn
Kudelczyn – wieś w Polsce położona w województwie mazowieckim, w powiecie sokołowskim, w gminie Bielany. Ma status sołectwa.
Do 1954 roku istniała gmina Kudelczyn. W latach 1975–1998 miejscowość administracyjnie należała do województwa siedleckiego.
Wierni kościoła rzymskokatolickiego należą do parafii Trójcy Przenajświętszej w Rozbitym Kamieniu.

## Urodzeni w Kudelczynie
- Witold Kobyliński – polski ksiądz katolicki, wikariusz, prałat[8].